# Delia abruptiseta
Delia abruptiseta este o specie de muște din genul Delia, familia Anthomyiidae. A fost descrisă pentru prima dată de Ringdahl în anul 1935. Conform Catalogue of Life specia Delia abruptiseta nu are subspecii cunoscute.